# Bacanius kapleri
Bacanius kapleri är en skalbaggsart som beskrevs av Yves Gomy 1999. Bacanius kapleri ingår i släktet Bacanius och familjen stumpbaggar. Inga underarter finns listade i Catalogue of Life.